# فاديم ايفانوف (متزلج فني)
فاديم ايفانوف (بالروسية: Вадим Вячеславович Иванов)‏ هو متزلج فني روسي، ولد في 19 يناير 1994.

## وصلات خارجية
- فاديم ايفانوف على موقع الاتحاد الدولي للتزلج (الإنجليزية)
- فاديم ايفانوف على موقع الاتحاد الدولي للتزلج (الإنجليزية)
- فاديم ايفانوف على موقع أوليمبيديا (الإنجليزية)